# Јесенко
Јесенко је српско, али и хрватско име. Потиче од словенске речи јесен. Женски облик овог имена је Јесенка.

## Популарност
У Србији и Хрватској је током 20. века ово име било доста често, мада му последњих година популарност опада. Било је чешће међу Србима него Хрватима и то највише у Београду, Крагујевцу и Сарајеву.